# Trump Tower Baku
Trump Tower Baku (прежнее название — ZQAN Tower) — высотное здание в городе Баку, столице Азербайджана. Башня, достигнув высоту в 130 метров, вошла в пятёрку высочайших зданий Азербайджана. Являлась единственной башней Дональда Трампа на территории СНГ.
Главный архитектор проекта — Тогрул Русланоглы.
В 2022 году был открыт отель Ritz-Carlton Baku, который занимает все здание.

## История
Начало строительства — 2008 год. В июне 2009 года фундамент здания уже был полностью готов, и в июле того же года начали появляться первые этажи фасада. К концу 2011 года бетонный каркас здания был достроен, началось остекление экстерьера. В 2015 году все наружные работы по отделке фасада были завершены.

## Месторасположение
Здание находится в Баку на пересечении центральных столичных магистралей (проспект Гейдара Алиева, проспект Бабека, улица Юсифа Сафарова). В 350 метрах к северу от башни находится открытый в 2012 году Культурный центр Гейдара Алиева. Ближайшая станция метро — станция Хатаи — в 840 метрах к юго-востоку от высотки.

## Проект
Здание состоит из 33 наземных этажей, имеет высоту 130 метров. Стилистически его относят к архитектурному футуризму. Геометрически высотка представляет собой две полуокружности, соединённые по длине диаметра под прямым углом, образуя на стыке соединения ребро здания.
Для освещения применяются LED-экраны, размещённые вдоль ребра и полукружных краёв здания.

## Галерея
- Trump tower Baku после завершения строительства в 2013 году